# Герб Карла V
Карл V, імператор Священної Римської імперії був спадкоємцем кількох провідних європейських королівських домів. У 1506 році він успадкував Бургундські Нідерланди, які походили від його бабусі по батьківській лінії Марії Бургундської. У 1516 році Карл став королем Іспанії, успадкувавши королівства, вперше об'єднані його дідом і бабусею по материнській лінії, Ізабеллою I Кастильською та Фердинандом II Арагонським (католицькими монархами). Нарешті, після смерті свого діда по батьківській лінії в 1519 році, Максиміліана I, імператора Священної Римської імперії, він успадкував землі Габсбургів у Центральній Європі та був обраний імператором Священної Римської імперії.

## Опис

### Щит

Герб спадкоємця

Герб принца Іспанського, ерцгерцога та герцога Бургундії

Його «Великий герб», найбільш розширене та офіційне представлення земель і титулів, які він успадкував, зображено так (тут розміщено в абзацах для ясності):
- Почетвертовано:
  - I й IV:
    - Першоквартальні I та IV:
      - Велика чверть 1 і 4: у червоному полі золоті вежі трибаштового замку муровані чорним із синіми вікнами та воротами (Кастильське королівство);
      - 2 і 3: у срібному полі пурпуровий озброєний золотом лев увінчаний золотою короною (Леонське королівство);

    - II: поділ:
      - Праворуч:
        - головне: у золотому полі чотири червоні смуги (Арагонське королівство);
        - в основі: у червоному щиті хрест, косий хрест і внутрішня облямівка із золотих ланцюгів, із зеленим смарагдом у центрі (Наваррське королівство);

      - Ліворуч:
        - головне: у срібному полі золотий костильний хрест у супроводі чотирьох хрестиків (Єрусалимське королівство);
        - в основі: вісім раз червоно-срібно посмуговане поле (Угорське королівство);

    - III поділ:
      - Праворуч: за фесом:
        - головне: у золотому полі чотири червоні смуги (Арагонська Корона);
        - в основі: у червоному щиті хрест, косий хрест і внутрішня облямівка із золотих ланцюгів, із зеленим смарагдом у центрі (Наваррське королівство);

      - Ліворуч:
        - 1 і 4: у золотому полі чотири червоні смуги (Арагонська Корона);
        - 2 і 3: чорний орел із червоним дзьобом і лапами (Сицилійське королівство);

  - II й III: Почетвертовано:
    - I: у червоному полі срібна балка (Австрійське ерцгерцогство),
    - II: синє поле усіяне золотими геральдичними ліліями в червоно-срібній облямівці (нове Бургундське герцогство);
    - III: шість діагональних холотих і синіх смуг в червоній облямівці (старе Бургундське герцогство);
    - IV: у чорному полі золотий озброєний червоним лев (Брабантське герцогство );
    - Поверх щиток: у золотому полі чорний озброєний червоним лев (Фландрське графство) та у срібному полі червоний озброєний золотом орел (Тірольське графство);
- В основі: у сріблі гранатовий плід з зеленими листками, розкритий, червоного кольору, облямований золотом (Гранада).

### Інші елементи
- Щитотримач: чорний орел із двома головами, увінчаний імператорською короною, перед червоним бургундським хрестом, між двома срібними колонами, що виходять із моря в основі, перша увінчана імператорською короною, інша — королівською короною Іспанії.
- Девіз: PLUS ULTRA (або PLUS OULTRE) обертається навколо колон.

## Особистий герб
Перша та четверта чверті представляють володіння, що походять від іспанських корон: тобто четвертовані герби Кастилії та Леона, що четвертують самі герби Арагону та Сицилії. Після 1520 року Арагон/Сицилія також включала герби Єрусалиму, Неаполя та Наварри.
Друга та третя чверті представляють володіння, отримані від австрійської та бургундської спадщини Карла: ці четверті показують подальше четвертування Австрії, Бургундського герцогства, дому Валуа-Бургундії та Брабантського герцогства, з гербом посередині, що показує Фландрію ліворуч і Тіроль праворуч.
Гранадський гранат представлений внизу між двома.

Герб Карла V Габсбурга як короля римлян
Нагрудний знак Великого герба
Особистий герб

## Особливості
| Герб                | Локація                 | Опис |
| ------------------- | ----------------------- | --- |
|                     | Кастильське королівство | Велика чверть 1 і 4: у червоному полі золоті вежі трибаштового замку муровані чорним із синіми вікнами та воротами         |
|                     | Леонське королівство    | Велика чверть 2 і 3: у срібному полі пурпуровий озброєний золотом лев увінчаний золотою короною                            |
| Третя велика чверть |                         | |
|                     | Арагонська Корона       | Зправа зверху: у золотому полі чотири червоні смуги                                                                        |
|                     | Наваррське королівство  | Зправа знизу: у червоному щиті хрест, косий хрест і внутрішня облямівка із золотих ланцюгів, із зеленим смарагдом у центрі |
|                     | Сицилійське королівство | Зліва: чорний орел із червоним дзьобом і лапами (Манфред, король Сицилії)                                                  |

| Герб | Локація                                         | Опис |
| ---- | ----------------------------------------------- | --- |
|      | Арагонська Корона                               | Зправа зверху: у золотому полі чотири червоні смуги |
|      | Наваррське королівство                          | Зправа знизу: у червоному щиті хрест, косий хрест і внутрішня облямівка із золотих ланцюгів, із зеленим смарагдом у центрі |
|      | Єрусалимське королівство і Угорське королівство | Зліва: - головне: у срібному полі золотий костильний хрест у супроводі чотирьох хрестиків; - в основі: вісім раз червоно-срібно посмуговане поле разом являє собою герб Неаполітанського королівства, як показано на гербі його діда Фердинанда II Арагонського як короля Неаполя. |

| Герб                | Локація                 | Опис |
| ------------------- | ----------------------- | --- |
|                     | Кастильське королівство | Велика чверть 1 і 4: у червоному полі золоті вежі трибаштового замку муровані чорним із синіми вікнами та воротами         |
|                     | Леонське королівство    | Велика чверть 2 і 3: у срібному полі пурпуровий озброєний золотом лев увінчаний золотою короною                            |
| Третя велика чверть |                         | |
|                     | Арагонська Корона       | Зправа зверху: у золотому полі чотири червоні смуги                                                                        |
|                     | Наваррське королівство  | Зправа знизу: у червоному щиті хрест, косий хрест і внутрішня облямівка із золотих ланцюгів, із зеленим смарагдом у центрі |
|                     | Сицилійське королівство | Зліва: чорний орел із червоним дзьобом і лапами (Манфред, король Сицилії)                                                  |

| Герб | Локація                                         | Опис |
| ---- | ----------------------------------------------- | --- |
|      | Арагонська Корона                               | Зправа зверху: у золотому полі чотири червоні смуги |
|      | Наваррське королівство                          | Зправа знизу: у червоному щиті хрест, косий хрест і внутрішня облямівка із золотих ланцюгів, із зеленим смарагдом у центрі |
|      | Єрусалимське королівство і Угорське королівство | Зліва: - головне: у срібному полі золотий костильний хрест у супроводі чотирьох хрестиків; - в основі: вісім раз червоно-срібно посмуговане поле разом являє собою герб Неаполітанського королівства, як показано на гербі його діда Фердинанда II Арагонського як короля Неаполя. |

| Герб | Локація                                                       | Опис                                                                                         |
| ---- | ------------------------------------------------------------- | -------------------------------------------------------------------------------------------- |
|      | Австрійське ерцгерцогство (Габсбурги (сучасні) / Бабенберги)  | Велика чверть 1: у червоному полі срібна балка                                               |
|      | Другий дім Капетингів у Бургундії (Бургундський "новий герб") | Велика чверть 2: синє поле усіяне золотими геральдичними ліліями в червоно-срібній облямівці |
|      | Бургундське герцогство (Бургундський "старий герб")           | Велика чверть 3: шість діагональних холотих і синіх смуг в червоній облямівці                |

| Герб  | Локація                | Опис                                                           |
| ----- | ---------------------- | -------------------------------------------------------------- |
|       | Брабантське герцогство | Велика чверть 4: у чорному полі золотий озброєний червоним лев |
| Щиток |                        |                                                                |
|       | Фландрське графство    | Праворуч: у золотому полі чорний озброєний червоним лев        |
|       | Тірольське графство    | Ліворуч: у срібному полі червоний озброєний золотом орел       |

| Герб | Локація                                                       | Опис                                                                                         |
| ---- | ------------------------------------------------------------- | -------------------------------------------------------------------------------------------- |
|      | Австрійське ерцгерцогство (Габсбурги (сучасні) / Бабенберги)  | Велика чверть 1: у червоному полі срібна балка                                               |
|      | Другий дім Капетингів у Бургундії (Бургундський "новий герб") | Велика чверть 2: синє поле усіяне золотими геральдичними ліліями в червоно-срібній облямівці |
|      | Бургундське герцогство (Бургундський "старий герб")           | Велика чверть 3: шість діагональних холотих і синіх смуг в червоній облямівці                |

| Герб  | Локація                | Опис                                                           |
| ----- | ---------------------- | -------------------------------------------------------------- |
|       | Брабантське герцогство | Велика чверть 4: у чорному полі золотий озброєний червоним лев |
| Щиток |                        |                                                                |
|       | Фландрське графство    | Праворуч: у золотому полі чорний озброєний червоним лев        |
|       | Тірольське графство    | Ліворуч: у срібному полі червоний озброєний золотом орел       |

| Нижній кут |                     |                                                                                                 |
| \| Герб \| Локація \| Опис \| \| ---- \| ------------------- \| ----------------------------------------------------------------------------------------------- \| \| \| Королівство Гранада \| У сріблі гранатовий плід з зеленими листками, розкритий, червоного кольору, облямований золотом \| |                     |                                                                                                 |
| Герб | Локація             | Опис                                                                                            |
| | Королівство Гранада | У сріблі гранатовий плід з зеленими листками, розкритий, червоного кольору, облямований золотом |

| Герб | Локація             | Опис                                                                                            |
| ---- | ------------------- | ----------------------------------------------------------------------------------------------- |
|      | Королівство Гранада | У сріблі гранатовий плід з зеленими листками, розкритий, червоного кольору, облямований золотом |

| Герб | Значення                                          | Опис                                                               |
| ---- | ------------------------------------------------- | ------------------------------------------------------------------ |
|      | Двоголовий орел (Герб Священної Римської імперії) | Імператорський орел: чорний двоголовий орел із червоним озброєнням |
|      | Бургундський хрест (Бургундське герцогство)       | Мантія: червоний зубчатий андріївський хрест                       |

| Герб | Значення                                        | Опис |
| ---- | ----------------------------------------------- | --- |
|      | Геркулесові стовпи                              | Щитотримачі: дві срібні колони, що виходять із моря в основі, перша увінчана імператорською короною, інша — королівською короною Іспанії. Девіз: PLUS ULTRA (або PLUS OULTRE) обертається навколо колон. |
|      | Імператорська корона Священної Римської імперії | Корона: корона Карла V, імператора Священної Римської імперії |
|      | Орден Золотого руна                             | Ланцюг: Лицарський орден, заснований у 1430 році герцогом Філіппом III Бургундським на честь його одруження з португальською принцесою Ізабеллою Авізькою.                                               |

| Герб | Значення                                          | Опис                                                               |
| ---- | ------------------------------------------------- | ------------------------------------------------------------------ |
|      | Двоголовий орел (Герб Священної Римської імперії) | Імператорський орел: чорний двоголовий орел із червоним озброєнням |
|      | Бургундський хрест (Бургундське герцогство)       | Мантія: червоний зубчатий андріївський хрест                       |

| Герб | Значення                                        | Опис |
| ---- | ----------------------------------------------- | --- |
|      | Геркулесові стовпи                              | Щитотримачі: дві срібні колони, що виходять із моря в основі, перша увінчана імператорською короною, інша — королівською короною Іспанії. Девіз: PLUS ULTRA (або PLUS OULTRE) обертається навколо колон. |
|      | Імператорська корона Священної Римської імперії | Корона: корона Карла V, імператора Священної Римської імперії |
|      | Орден Золотого руна                             | Ланцюг: Лицарський орден, заснований у 1430 році герцогом Філіппом III Бургундським на честь його одруження з португальською принцесою Ізабеллою Авізькою.                                               |

## Бургундський спадок і орден Золотого руна
У 1477 році територія герцогства Бургундія була завойована й анексована Францією. Того ж року Марія «Багата», єдина дитина останнього бургундського герцога, вийшла заміж за діда Карла Максиміліана, передавши Габсбургам контроль над рештою бургундської спадщини. Хоч територія самого герцогства Бургундія залишалася в у руках Франції Габсбурги залишили під контролем титул герцога Бургундського та інших частин бургундської спадщини, зокрема Нідерландів і Вільного графства Бургундії у Священній Римській імперії. Вони часто використовували термін Бургундія до кінця XVIII століття, коли Австрійські Нідерланди були анексовані Французькою Республікою. Хоча Карл V успадкував магістерство численних орденів, єдиним орденом, який він зазвичай носив і нагороджував, був бургундський Орден Золотого Руна.

## Галерея
| |                                                  |
| Герб Карла, коли він був герцогом Бургундським і королем Наварри, Кастилії та Арагону (Версія з девізом і щитотримачами) | Альтернативний дизайн Великого герба (1530—1556) |
| |                                                  |
| Або щитова версія | Варіант герба монарха Неаполя                    |